# Sarah Edwards
Sarah Edwards (Glyn Ceiriog, 11 ottobre 1881 – Los Angeles, 7 gennaio 1965) è stata un'attrice britannica naturalizzata statunitense.
Tra gli anni '30 e '40 partecipa a numerosi film di Hollywood, per lo più in ruoli minori di nobili vedove o zitelle.

## Biografia
Iniziò la carriera in ambito teatrale, definita nel 1916, in un articolo di giornale, come attrice protagonista "molto popolare tra i frequentatori del West End". Alla fine si stabilì negli Stati Uniti, protagonista in sei spettacoli di Broadway tra il 1919 e il 1931, principalmente in commedie, come The Merry Malones di George M. Cohan. Tra i suoi primi film, il musical Glorifying the American Girl (1929), girato a New York e diretto da Millard Webb, dove  interpretò la madre mercenaria della protagonista, Mary Eaton.
A metà degli anni '30 giunse a Hollywood, dove apparve in circa 190 film fino al suo ritiro nel 1951, per la maggior parte in ruoli di personaggi non accreditati. La Edwards appariva più anziana rispetto alla sua età anagrafica; spesso interpretava ruoli di gentile nonna, imperiosa vedova, robusta moglie pioniera, irascibile insegnante e severa governante. Resta nota al pubblico moderno come l'imperiosa madre di Mary Hatch (Donna Reed) nel  classico di Frank Capra La vita è meravigliosa (1946), che cerca di tenere la figlia lontana da George Bailey. Interpretò inoltre il ruolo di una cliente nel film Scrivimi fermo posta (1940), diretto da Ernst Lubitsch con James Stewart. Apparve anche in un altro classico di Natale, La moglie del vescovo (1947), con Cary Grant, e come moglie di un medico sul treno nel thriller L'ombra del dubbio (1943) di Alfred Hitchcock. Recitò anche in ruoli più impegnativi, tra i quali nel film di Charlie Chan, Charlie Chan in the Secret Service (1944).
Morì a Hollywood nel 1965, all'età di 83 anni.

## Filmografia parziale
- Glorifying the American Girl, regia di Millard Webb (1929)
- Wayward, regia di Edward Sloman (1932)
- La follia della metropoli (American Madness), regia di Frank Capra (1932)
- L'ombra del dubbio (Shadow of Doubt), regia di George B. Seiz (1935)
- Il maggiordomo (Ruggles of Red Gap), regia di Leo McCarey (1935)
- People Will Talk, regia di Alfred Santell (1935)
- Welcome Home, regia di James Tinling (1935)
- Anna Karenina, regia di Clarence Brown (1935)
- L'angelo delle tenebre (The Dark Angel), regia di Sidney Franklin (1935)
- Stars Over Broadway, regia di William Keghley (1935)
- Dangerous Intrigue, regia di David Selman (1936)
- Colleen, regia di Alfred E. Green (1936)
- Il paradiso delle fancilulle (The Great Ziegfeld), regia di Robert Leonard (1936)
- Mogli di lusso (The Golden Arrow), regia di Alfred E.Green (1936)
- Early to Bed, regia di Norman Z. McLeod (1936)
- La moglie americana (My American Wife), regia di Harold Young (1936)
- Il generale morì all'alba (The General Died at Dawn), regia di Lewis Milestone (1936)
- Stage Struck, regia di Busby Berkeley (1936)
- L'adorabile nemica (Theodora Goes Wild), regia di Richard Boleslawski (1936)
- Primavera (Maytime), regia di Robert Z.Leonard - in un ruolo minore (non accreditato) (1937)
- Avventura a mezzanotte (It's Love I'm After), regia di Archie L.Mayo (1937)
- Gioia di vivere (Merrily We Live), regia di Norman Z. McLeod (1938)
- Il piacere dello scandalo (Fools for Scandal), regia di Mervin Leroy (1938)
- Woman Against Woman, regia di Robert B. Sinclair (1938)
- Keep Smiling, regia di Herbert I. Leeds (1938)
- La dama e il cowboy (The Cowboy and the Lady), regia di H.C. Potter (1938)
- The Adventures of Huckleberry Finn, regia di Richard Torpe (1939)
- Unmarried, regia di Kurt Neumann (1939)
- 6,000 Enemies, regia di George B. Seitz (1939)
- Sabotage, regia di Harol Young (1939)
- Too Busy to Work, regia di Otto Brower (1939)
- Scrivimi fermo posta (The Shop Around the Corner), regia di Ernest Lubitsh (1940)
- La via delle stelle (Star Dust), regia di Walter Lang (1940)
- Lucky Cisco Kid, regia di H. Bruce Huberstone (1940)
- Luna nuova (New Moon), regia di Robert Z.Leonard (1940)
- Non siamo più bambini (Young People), regia di Allan Dwan (1940)
- Musica indiavolata (Strike Up the Band), regia di Busby Berkeley (1940)
- I due avventurieri (Little Men), regia di Norman Z. McLeod (1940)
- La donna invisibile (The Invisible Woman), regia di A. Edward Sutherland (1940)
- Passi nel buio (Footsteps in the Dark), regia di Lloyd Bacon (1941)
- Arriva John Doe (Meet John Doe), regia di Frank Capra (1941)
- Mr. District Attorney, regia di William Morgan (1941)
- Anime allo specchio (She Knew All the Answers), regia di Richard Wallace - (non accreditato) (1941)
- Tom, Dick e Harry (Tom, Dick and Harry), regia di Garson Kanin (1941)
- Un piede in paradiso (One Foot in Heaven), regia di Irving Rapper (1941)
- Tu mi appartieni (You Belong to Me), regia di Wesley Ruggles (1941)
- Situazione pericolosa (I Wake Up Screaming), regia di Bruce H. Humberstone (1941)
- Vento selvaggio (Reap the Wild Wind), regia di Cecil B. De Mille (1942)
- Ragazze che sognano (Rings on Her Fingers), regia di Rouben Mamoulian (1942)
- Flight Lieutenant, regia di Sidney Salkow (1942)
- Sons of the Pioneers, regia di Joseph Kane (1942)
- All by Myself, regia di Felix E. Feist (1943)
- Tua per sempre (Hers to Hold), regia di Frank Ryan (1943)
- La storia del dottor Wassel (The Story of Dr. Wassell), regia di Cecil B. De Mille (1944)
- Il pilota del Mississipi (The Adventures of Mark Twain), regia di  Irving Rapper(1944)
- Bellezze al bagno (Bathing Beauty), regia di George Sidney (1944)
- L'uomo ombra torna a casa (The Thin Man Goes Home), regia di Richard Torpe (1944)
- Marisa (Music fon Millions), regia di Harry Coster (1944)
- Eadie Was a Lady, regia di Arthur Dreifuss (1945)
- L'ora di New York (The Clock), regia di Vincente Minnelli
- Il grano è verde (The Corn Is Green), regia di Irving Rapper (1945)
- Il coraggio delle due (Two O'Clock Courage), regia di Anthony Mann (1945)
- Saratoga (Saratoga Trunk), regia di Sam Wood (1945)
- Song of Arizona, regia di Frank McDonald (1946)
- The Hoodlum Saint, regia di Norman Taurog (1946)
- Rinnegati (Renegades) – film del 1946 diretto da George Sherman
- Shadowed, regia di John Sturges (1946)
- Tragico segreto (Undercurrent), regia di Vincente Minelli (1946)
- Età inquieta (That Hagen Girl), regia di Peter Godfrey (1947)
- La moglie del vescovo (The Bishop's Wife), regia di Henry Koster (1947)
- Good News, regia di Charles Walters (1947)
- La voce della tortora (The Voice of the Turtle), regia di Irving Rapper (1947)
- Il buon samaritano (Good Sam), regia di Leo McCarey (1948)
- Abbandonata in viaggio di nozze (Family Honeymoon), regia di Claude Binyos (1948)
- Air Hostess, regia di Lew Landers (1949)
- Sansone e Dalila (Samson and Delilah), regia di Cecil B. De Mille (1949)
- Accidenti che ragazza! (The Fuller Brush Girl), regia di Lloyd Bacon (1950)
- Lo zoo di vetro (The Glass Menagerie), regia di Irving Rapper (1950)
- Il ratto delle zitelle (The Lemon Drop Kid), regia di Sidney Lanfield (1951)
- Nevada Express (Carson City), regia di Andrè De Toth (1952)